# Tatranská Kotlina

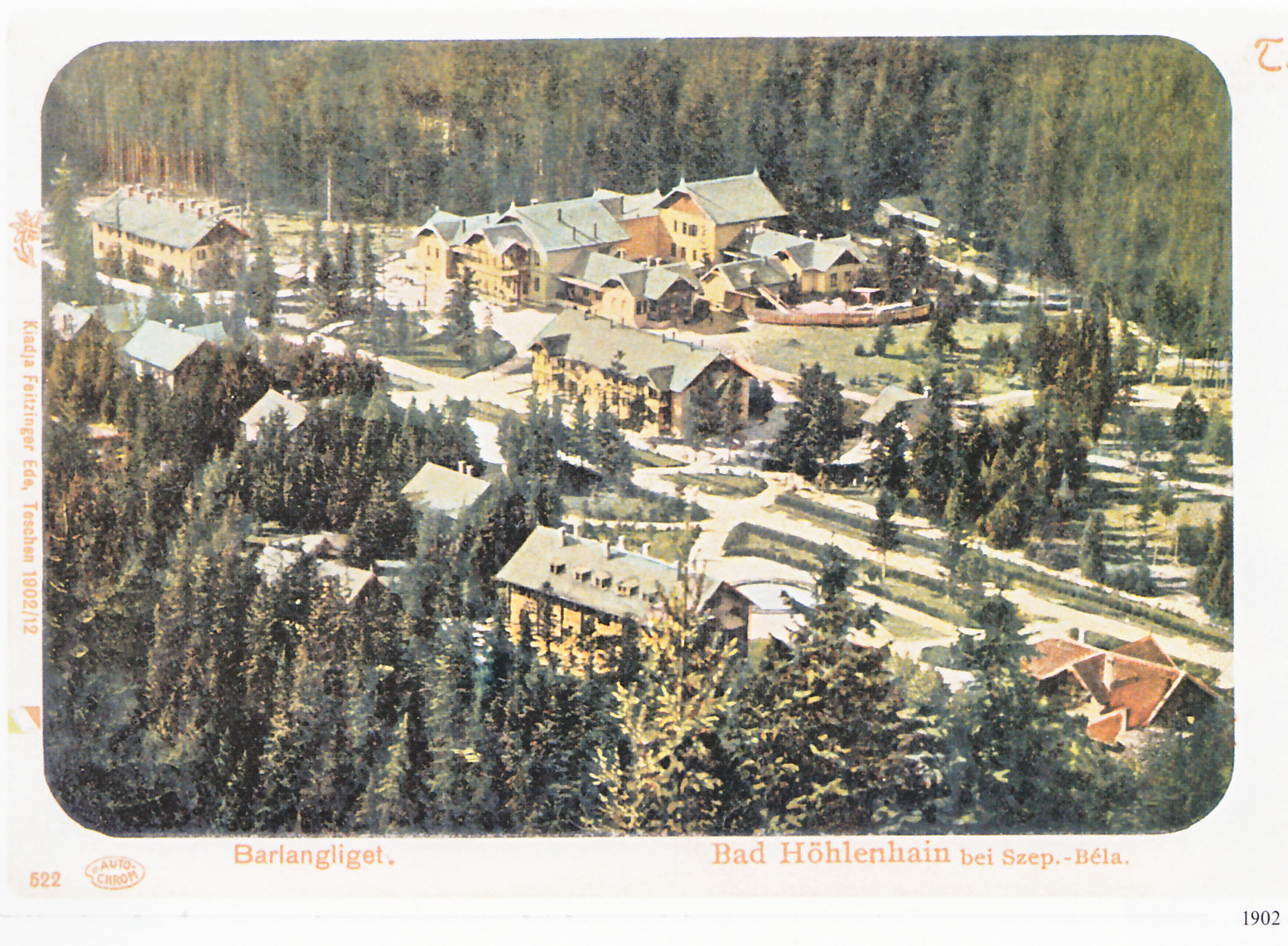
Historische Ansicht um die Wende vom 19. zum 20. Jahrhundert

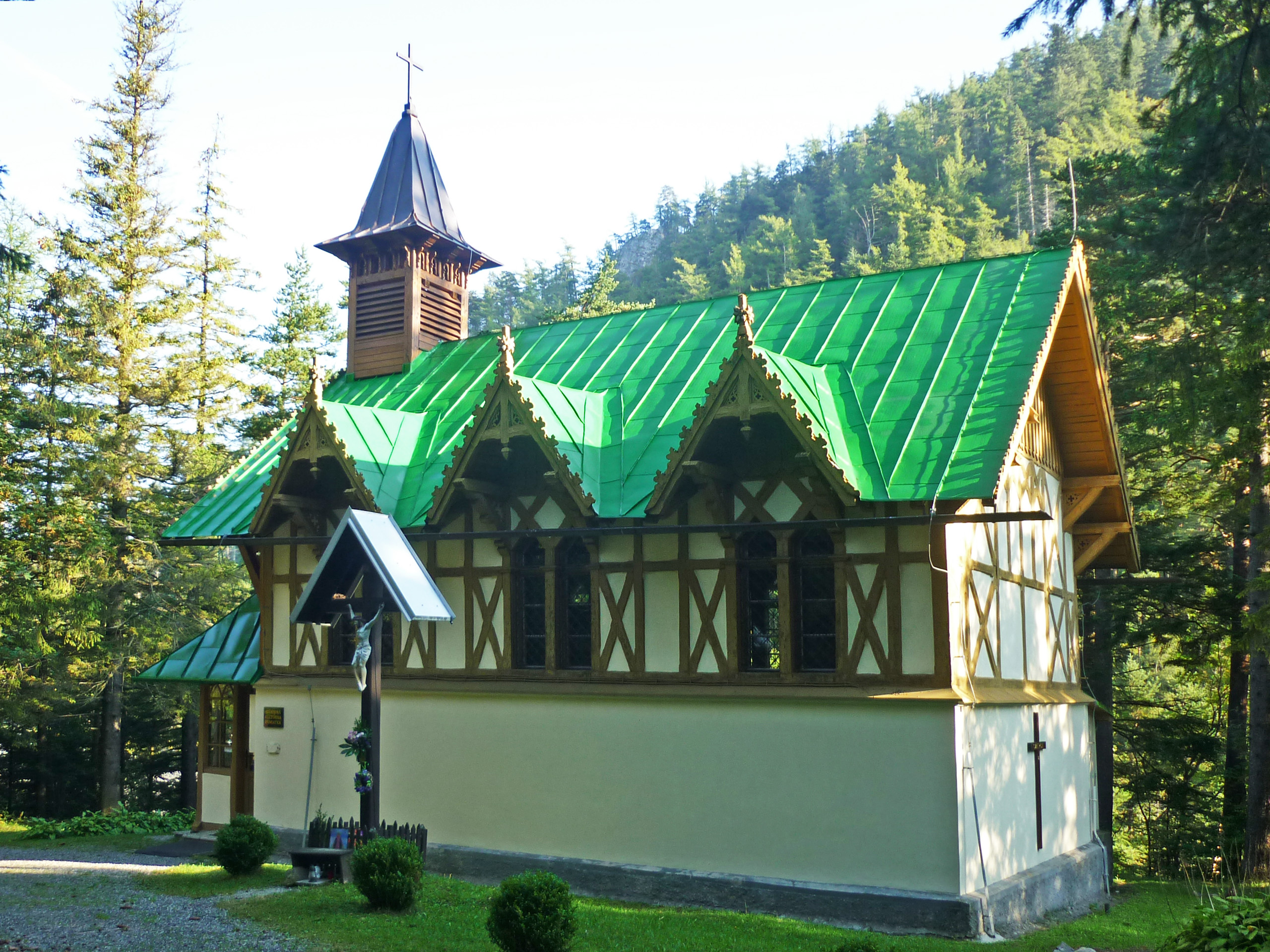
Römisch-katholische Fachwerkkirche

Wappen von Tatranská Kotlina

Tatranská Kotlina (deutsch Höhlenhain oder Höhlenheim, seltener Tatra-Höhlenhain, ungarisch Barlangliget) ist ein Stadtteil der Stadt Vysoké Tatry und Erholungsort unterhalb des Bergs Kobylí vrch im Bergmassiv von Bujačí vrch im Gebirge Belianske Tatry (deutsch Belaer Tatra) in der Slowakei, am rechten Ufer des Flüsschens Biela. Das Ortszentrum liegt auf einer Höhe von 760 m n.m. und ist tiefstgelegener und östlichster Stadtteil von Vysoké Tatry.
Die frühe Geschichte des Ortes ist mit der Zugänglichmachung der nahen Belaer Tropfsteinhöhle (slowakisch Belianska jaskyňa) im Jahr 1881 und danach verbunden. Damals gehörte das Gebiet zur Stadt Spišská Belá (deutsch Zipser Bela), die hier so gut wie alle Grundstücke besaß und ließ 1882 ein Häuschen für den Höhlenführer errichten. Ein Jahr später folgte ein Restaurant und zwei Ferienheime mit insgesamt 15 Zimmern und bis zum Ende des 19. Jahrhunderts standen hier 31 Gebäude mit 370 Betten. Später entstand ein Badehaus und Kasino mit Theatersaal und einem großen Restaurant für 500 Gäste.
Während des Ersten Weltkriegs wurden im Ort die an den Kriegsfronten eingesetzten Soldaten behandelt. Nach Kriegsende verkaufte die Stadt seine Güter an den Unternehmer J. Ondřich, der später die Gebäude an den Arzt Ctibor Zelený veräußerte, bereits in einem etwas verwahrlosten Zustand. Zelený baute 1930 ein Sanatorium für Tuberkulose-Kranke und dank der Zusammenarbeit mit der Krankenversicherungsgesellschaft konnte er immer neue Patienten gewinnen und schrittweise die Privathäuser ankaufen. Inoffiziell hieß die Heilanstalt damals auch „Eisenbahnersanatorium“. 1948 wurde das Sanatorium verstaatlicht und besteht bis heute mit Schwerpunkt auf Behandlung der Atemwege.
Im Ort steht die römisch-katholische Fachwerkkirche Mariä Heimsuchung (slowakisch Kostol Nanebovzatia Panny Márie) aus den Jahren 1890 und 1891 sowie eine evangelische Kirche aus dem Jahr 1906. Der Ort ist Ausgangspunkt für Wanderungen ins Tal Dolina Siedmich prameňov (deutsch Siebenbrünnental), der früher bestehende Wanderweg über den Hauptkamm der Belaer Tatra ist seit 1978 gesperrt.
In Tatranská Kotlina befindet sich die Bushaltestelle Vysoké Tatry, Tatranská Kotlina, Belianska jaskyňa, ferner liegt der Ort direkt an der Cesta I. triedy 66 („Straße 1. Ordnung“), die hier als Teil des Straßenzugs Cesta Slobody (deutsch Freiheitsstraße) gilt. Weitere Verbindungen sind die Straße 3. Ordnung 3077 nach Lendak sowie die südöstlich des Ortes abzweigende Straße 2. Ordnung 537 nach Tatranská Lomnica und Starý Smokovec.